# Arts-et-Métiers
Arts-et-Métiers è il 9º quartiere amministrativo di Parigi, situato nel III arrondissement. Deve il suo nome al Conservatoire national des arts et métiers.